# 홍 (중국 성씨)
홍(洪)씨는 중국의 성씨이다. 

## 연원
홍(洪)씨는 중국 돈황(墩煌)(감숙성 서북부)의 강씨(姜姓) 염제신농씨의 후손인 공공씨(共工氏)후손이 원수를 피해 공(共)자에 수(水)자를 붙여 홍(洪)자를 만들어 성씨(姓氏)로 삼은 것에서 유래했다고 한다. 크게 염제와 황제 계통으로 나뉘며, 후대에 5가지 계통이 추가되어, 7~8가지 계통이 된다고 한다.